# Міністерство державної безпеки ПМР
Міністерство державної безпеки Придністровської Молдавської Республіки (до 2016 року — Комітет державної безпеки Придністровської Молдавської Республіки) — орган державної безпеки невизнаної Придністровської Молдавської Республіки. Здійснює функції з контррозвідки, забезпечення державної безпеки, військової і економічної розвідки та захисту державності ПМР, а також охорони державного кордону.

## Історія
8 серпня 1992 Верховна Рада ПМР прийняла постанову № 221 «Про удосконалення органів державного управління Придністровської Молдавської Республіки». Згідно з цією постановою ліквідовувалось Управління державної безпеки ПМР та створювалось Міністерство державної безпеки ПМР. 14 вересня 1992 указом Президента Смирнова було створено прикордонні загони Міністерства держбезпеки ПМР. 1 травня 1993 в структурі міністерства було створено окремий резервний прикордонний козацький загін.
24 січня 2012 Міністерство державної безпеки Придністровської Молдавської Республіки було перетворено в Комітет державної безпеки Придністровської Молдавської Республіки, а 19 грудня 2016 року стара назва була повернена.

## Структура
Органи МДБ ПМР складаються з:
- структурних підрозділів Комітету держбезпеки;
- територіальних підрозділів комітету;
- підрозділів МДБ у Збройних силах Придністровської Молдавської Республіки, інших військових формуваннях;
- підрозділів прикордонної служби;
- резервного козачого прикордонного загону.

## Критика
Діяльність Міністерства державної безпеки Придністровської Молдавської Республіки критикується внутрішньою опозицією невизнаної держави за переслідування інакодумства. Крім того, з боку КДБ неодноразово лунали голослівні звинувачення стосовно України. 31 березня 2014 Служба безпеки України затримала капітана Комітету держбезпеки при виконанні шпигунського завдання на території України. Шпигун С. Кузьмук повідомив, що безпосереднє керівництво розвідувальною операцією проти України та створення каналу постачання зброї в нашу державу здійснював співробітник Управління розвідки (так зване управління А) КДБ ПМР Стахурський Анатолій Володимирович.